# Аваран (округ)
Аваран (урду ‎и белудж. ضلع اواران, англ. Awaran District) — один из 30 округов пакистанской провинции Белуджистан. Административный центр — город Аваран.

## География
Площадь округа — 29 510 км². На севере граничит с округами Харан и Хуздар, на востоке — с округом Ласбела, на юге — с округом Гвадар, на западе — с округами Панджгур и Кечь.

## Административно-территориальное деление
Округ делится на три техсила :
- Аваран
- Джал-Джао
- Машкай

и 8 союзных советов.

## Население
По данным переписи 1998 года, население округа составляло 118 173 человек, из которых мужчины составляли 52,56 %, женщины — соответственно 47,44 %. На 1998 год уровень грамотности населения (от 10 лет и старше) составлял 14,8 %. Средняя плотность населения — 4,0 чел./км².